# Ironman California
Der Ironman California ist eine jährlich stattfindende Triathlon-Sportveranstaltung über die Ironman-Distanz (3,86 km Schwimmen, 180,2 km Radfahren und 42,195 km Laufen) in Sacramento, Kalifornien.

## Geschichte
Dieser Ironman über die Langdistanz wurde bis jetzt zwei Mal im Mai, auf dem Gebiet der Marine Corps Base Camp Pendleton in den Jahren 2000 und 2001 ausgetragen.
Bei der zweiten Austragung 2001 wurden sowohl bei den Männern durch Tim DeBoom wie auch den Frauen durch die Schweizerin Natascha Badmann neue Streckenrekorde eingestellt.
2002 wurde die Streckenlänge des Ironman California auf 1,9 km Schwimmen, 90 km Radfahren und 21,1 km Laufen halbiert und die Veranstaltung als Ralph′s California Half-Ironman fortgeführt (ab 2006 dann als Ironman 70.3 California), wobei unverändert Startplätze für den Ironman Hawaii von den schnellsten Athleten erworben werden konnte. 
Die ursprünglich für den 24. Oktober 2021 in Sacramento geplante Neuauflage musste wetterbedingt am Renntag abgesagt werden.
In den Jahren 2022, 2023 und 2024 waren hier keine Profi-Athleten am Start.
Das nächste Rennen ist hier angekündigt für den 19. Oktober 2025.

## Streckenverlauf
Das Schwimmen findet in einem Fluss statt, entlang des Ufers wird auch gelaufen und die Radstrecke führt durch das landwirtschaftlich genutzte Umland.

## Siegerliste
| Datum/Jahr    | Männer                 | Männer                 | Männer                 | Frauen                 | Frauen                 | Frauen                 |
| Datum/Jahr    | Erster Platz           | Zweiter Platz          | Dritter Platz          | Erster Platz           | Zweiter Platz          | Dritter Platz          |
| ------------- | ---------------------- | ---------------------- | ---------------------- | ---------------------- | ---------------------- | ---------------------- |
| 19. Okt. 2025 |                        |                        |                        |                        |                        |                        |
| Okt. 2024     | Luke Creger            | Craig Taylor           | Michael Taylor         | Liis Rametta           | Tara Mcwilliams        | Camila Lupi            |
| 22. Okt. 2023 | Dan Plews              | Raynard Picard         | Jamie Woodbury         | Kristen Yax            | Kerry Girona           | Rebekah Walker         |
| 23. Okt. 2022 | Julien Boulain         | Fabian Lotter          | Jaap Koetsier          | Liis Rametta           | Anna Guzman            | Nicole Levenson        |
| 24. Okt. 2021 | wetterbedingt abgesagt | wetterbedingt abgesagt | wetterbedingt abgesagt | wetterbedingt abgesagt | wetterbedingt abgesagt | wetterbedingt abgesagt |
| 19. Mai 2001  | Tim DeBoom (SR)        | Tony DeBoom            | Craig Walton           | Natascha Badmann (SR)  | Paula Newby-Fraser     | Beth Zinkand           |
| 20. Mai 2000  | Christopher Legh       | Petr Vabroušek         | Peter Kotland          | Heather Fuhr           | Jan Wanklyn            | Nicole DeBoom          |